# The Orchids of New South Wales
The Orchids of New South Wales (abreviado Guide Orchid N.S.W.) es un libro con ilustraciones y descripciones botánicas que fue escrito por el clérigo australiano, y botánico especializado en orquídeas; Herman Montague Rucker Rupp y publicado en Sídney en el año 1944, con una edición fascimil en 1969, y con el nombre de Orchids of New South Wales. Issued from the National Herbarium, Sídney, as a Part of the Flora of New South Wales. 